# سندرم گیتلمن
در سندرم گیتلمن اختلال در عملکرد انتقال دهنده هم‌زمان سدیم و کلر (NCCT) حساس به دیورتیک‌های تیازیدی و در سندرم بارتر اختلال در انتقال دهنده هم‌زمان سدیم و کلر حساس به دیورتیک بومتانید (NKCC2) و در رخ می‌دهد که باعث دفع نمک، افت حجم آب خارج سلولی، هایپرآلدوسترونیسم ثانویه و هایپوکالمی می‌شوند.
سندرم گیتلمن (انگلیسی: Gitelman syndrome) به علت یک موتاسیون از دست دهنده عملکرد در ژن SLC12A3 که هم انتقال دهنده سدیم-کلرید NCCT که حساس به تیازید است را کدگذاری می‌کندایجاد می‌شود.NCCT مسئول بازجذب سدیم در توبول دیستال است که حدود ۷ درصد از کل سدیم فیلتره شده را بازجذب می‌کند. اگرچه سندرم گیتلمن اختلالی خفیف تر از سندرم بارتر است، این بیماران ناتوانی‌های بیشتری به خاطر مشکلات عضلانی دترند و همچنین خطر آریتمی قلبی در بیمارانی که QT طولانی دارند، بیشتر است. ویژگی دیگری که سندرم گیتلمن را از بارتر افتراق می‌دهد این است که اگرچه فعالیت رنین پلاسمایی افزایش یافته‌است، اما ترشح پروستاگلاندین‌های ادراری افزایش نیافته‌است.
تفاوت عملکرد بالینی سندرم گیتلمن نسبت به بارتر، ترشح ادراری کلسیم است. برعکس مبتلایان به سندرم بارتر، در افراد مبتلا به سندرم گیتلمن همواره هایپوکلسیوری وجود دارد
هایپوکلسیوری سندرم گیتلمن شبیه به اثرات مفید دیورتیک‌های DCT(تیازید و دیگر اعضای این گروه) در پایین آوردن کلسیم ادراری می‌باشد.
برخلاف سندرم بارتر در سندرم گیتلمن هایپو منیزمی شدیدی وجود دارد، که نکته‌ای تعجب‌آور است، زیرا منیزیوم بیشتری از قوس هنله نسبت به توبول دیستال بازجذب می‌شود و تجویز حاد دیورتیک‌های DCT نسبت به دیورتیک‌های قوس سبب اتلاف منیزیوم کمتری می‌شوند